# آثرتونیا
آثرتونیا (سرده)(نام علمی: Athertonia) نام یک سرده از تیره چنارسانان پراتسی است.